# ربوبية مسيحية
الربوبية المسيحية هي وجهة نظر في فلسفة الدين تتفرع من المسيحية. تُشير الربوبية المسيحية إلى الشخص الربوبي الذي يؤمن بتعاليم المسيح الأخلاقية ولكن ليس بربوبيته. حدد كتاب كوربيت وكوربيت عام 1999 جون آدامز وتوماس جيفرسون كأمثلة على المسيحيين الربوبيين.
يعود أول استخدام عُثر عليه في المطبوعات باللغة الإنجليزية إلى عام 1738 في كتاب لتوماس مورغان وظهر هذا المصطلح عشر مرات بحلول عام 1800. عُثر على مصطلح الربوبية المسيحية باكرًا بحلول عام 1722 في كتاب دانييل واترلاند الدفاع المسيحي ضد الخيانة (أطلق عليها وصف سوء استخدام اللغة)، واعتمده ماثيو تيندال في كتابه الصادر عام 1730 «المسيحية قديمة بقدم الخلق».
تأثرت الربوبية المسيحية بالمسيحية بالإضافة إلى الشكلين الأساسيين للربوبية الكلاسيكية والحديثة. في عام 1698 نشر الكاتب الإنجليزي ماثيو تيندال (1653-1733) كتيبًا بعنوان حرية الطباعة بصفته مسيحيًا ربوبيًا. اعتقد ماثيو أن على الدولة السيطرة على الكنيسة من حيث التواصل العام.
تعتمد وجهة النظر هذه التعاليم الأخلاقية وغير الخرافية للمسيح، بينما تُنكر أن المسيح كان ربًا. عمد العلماء الدارسون للآباء المؤسسين للولايات المتحدة إلى تصنيف دين الآباء المؤسسين في ثلاث مجموعات: الربوبية اللامسيحية والربوبية المسيحية والمسيحية الأرثوذكسية. تأثر كل من جون لوك وجون تيلوتسون بشكل خاص بالربوبية المسيحية خلال كتاباتهم المتعاقبة. لعل أشهر شخص حمل لقب الربوبي المسيحي هو توماس جيفرسون الذي امتدح إله الطبيعة في إعلان الاستقلال عام 1776 وحرر إنجيل جيفرسون؛ وهو إنجيل فيه كل الإشارات إلى الرؤى والتدخلات المُعجزة ولكن باقتطاع الصفة الربوبية.
في رسالة عام 1803 إلى جوزيف بريستلي، صرّح جيفرسون أنه تخيل فكرة كتابة رؤيته للنظام المسيحي في محادثة مع بنجامين راش خلال الفترة بين عامي 1798-1799. اقترح البداية بمراجعة الاخلاق التي كتبها الفلاسفة القدماء والانتقال إلى الربوبية وأخلاقيات اليهود والانتهاء بمبادئ الربوبية الصرفة التي وضعها المسيح وإسقاط سؤال ربوبيته وحتى تأثيره.
لا يرَ الربوبيون المسيحيون أي معضلة باعتماد القيم والمثاليات التي اعتنقها المسيح دون الإيمان أنه كان إلهًا. دون توفير أمثلة واستشهادات، قال أحد المؤلفين: «ادعى عدد من المفكرين المؤثرين في القرنين السابع والثامن عشر لنفسهم لقب ربوبيين مسيحيين لأنهم قبلوا كلًا من الدين المسيحي المرتكز على الوحي والدين الربوبي المرتكز على شخص طبيعي. كان الدين الربوبي متسق مع المسيحية ولكن مستقلًا عن أي سلطة للوحي. يتقبل الربوبيون المسيحيون غالبًا الوحي لأنه يمكن جعله يتناغم مع الدين الطبيعي أو العقلاني».

## نظرة عامة

### الربوبية
الربوبية هي موقف لاهوتي إنساني (رغم أنها تشمل مجموعة واسعة من وجهات النظر) بشأن علاقة الله مع العالم الطبيعي التي ظهرت خلال الثورة العلمية في القرن السابع عشر في أوروبا، وأتت لممارسة تأثير قوي خلال عصر التنوير في القرن الثامن عشر.
ترفض الربوبية الإلحاد، وكان هناك عدة أشكال مختلفة للربوبية في القرنين السابع عشر والثامن عشر.
تعتقد الربوبية أن الله لا يتدخل في سير العالم الطبيعي بأي طريقة، ما يسمح له بالعمل وفقًا لقوانين الطبيعة التي أنشأها الله عندما خلق كل الأشياء. لأن الله لا يتحكم أو يتدخل في خلقه المستدام ذاتياً، تعمل أنظمة مكوناته بشكل متضافر لتحقيق العمليات الطبيعية المتوازنة التي تشكل العالم المادي. على هذا النحو، فإن البشر فاعلون أحرار في عالم حر. الفاعل الحر هو شخص يتمتع بالسلطة والقدرة على اختيار تصرفاته/ـا وقد يرتكب/ترتكب أخطاءً. العالم الحر هو العالم الذي يعمل بشكل طبيعي لأنه مصمم للعمل ويسمح للخصائص الناتجة عن الخلل والحوادث أن يُجربها ساكنوه. وهكذا يُتخيل الله ليكون متعاليًا تمامًا وغير باطني أبدًا. بالنسبة إلى الربوبيين، لا يمكن للبشر أن يعرفوا الله إلا عن طريق العقل ومراقبة الطبيعة وليس عن طريق الوحي أو المظاهر الخارقة للطبيعة (مثل المعجزات) -الظواهر التي ينظر إليها الربوبيون بحذر إن لم يكن بالتشكك.

تُعد الربوبية المسيحية إحدى الفروع الكثيرة للربوبية التي ظهرت على مر الزمن:
«مع مرور الوقت، كانت هناك مدارس فكرية أخرى تشكلت تحت مظلة الربوبية، بما في ذلك الربوبية المسيحي، والإيمان بالمبادئ الربوبية مقرونة بالتعاليم الأخلاقية ليسوع الناصري والربوبية الكلية وهي اعتقاد بأن الله أصبح بمثابة الكون بأكمله ولم يعد موجودًا ككينونة منفصلة».

### التاريخ
كتب ويليستون ووكر في كتابه تاريخ الكنيسة المسيحية: «في شكلها المعتدل، ظهرت كأنها ما فوق الطبيعة العقلانية، ولكن في تطورها المركزي، اتخذت شكل الربوبية مسيحي الكلية، بينما تحول جناحها الراديكالي ضد الدين المنظم بصفتها ربوبية معادية للمسيحية. كانت الربوبية الإنجليزية عمومًا ربوبية مسيحية حذرة، ومقيدة إلى حد كبير في التأثير على الطبقات العليا. لكن الربوبية المعادية للمسيحية الراديكالية والمتشددة في هجومها على المسيحية المنظمة، رافقتها على الرغم من قلة المؤيدين لها.

كتب ربوبي مسيحي مبكر:
«ليصنع الله ويحكم، وفقًا لأولئك الفلاسفة، عالماً طبيعياً قادرًا على حكم نفسه، وقد يكون هذا العالم صنع نفسه أيضًا، لو لم يمرروا إطراءً للخالق. لكنني آمل أن يُصلحوا مخططهم، وأن يضموا هذه المسألة من أجل شرفهم الخاص، وليس التظاهر بأنهم تخيلوا أن الله خلق عالمًا ضروريًا، أو نظامًا للمخلوقات قائمًا بذاته. ومع ذلك، هذا هو مخطط الإلحاد الفلسفي، الذي سيسميه رعاته «الربوبية»، ويساعدهم فيه اليهود المسيحيون أو المسيحيون اليهود، من خلال الانضمام عن غير قصد إلى ذلك المخطط. ولكن إذا لم يكن هذا مخططًا جيدًا للفلسفة، فدع الربوبية المسيحية تدافع عن نوع غريب من الدين، ودع اليهود المسيحيين ليصبحوا أرثوذكسيين إلى الأبد، وأن يُسمح لهم بالدفاع عن هذا النوع بوصفهم الرجال المتدينين الوحيدين في العالم. من المؤكد أنه إذا كان الله يحكم الفاعلين الأخلاقيين بالمجمل، فعليه؛ أن يحكمهم بالأمل والخوف، أو من خلال تطبيق حكيم ومناسب للثواب والعقاب، حسبما تتطلب ظروف الأشخاص المختلفة ونهايات الحكم. يجب أن يكون هذا الثواب والعقوبات كالآثار الطبيعية والضرورية للإجراءات نفسها، لأن كل فرد يجب أن يرى أن هذا لن يكون حكمًا بالمجمل، وأن القضية، في هذا الصدد، يجب أن تكون ذاتها سواءً افترضنا أي عدالة أو أي وجود أو عمل لله في العالم أم لا. ومع ذلك فإن هذا الأمر الذي لا يمثل أي حكم على الإطلاق، إنه العناية الإلهية العامة التي يبدو البعض راغبًا في السماح بها. لكن بما أن هؤلاء السادة جميعهم فلاسفة عميقون، ومستواهم فوق الجهل الفادح للقطيع، أود هنا أن أسألهم فقط، ما هي قوانين الطبيعة؟ ما هو قانون الجاذبية وقانون توصيل الحركة من جسم لآخر عن طريق النبض، وقانون القصور الذاتي للأجسام؟ هل هذه الخصائص الطبيعية والأساسية والمتأصلة للأجسام ذاتها، أم هي الآثار المنتظمة لبعض الأسباب العالمية الخارجة عن القانون التي تعمل دون توقف على النظام المادي برمته، بموجب مثل هذه القوانين والشروط العامة للتمثيل؟».